# Milesia semperi
Milesia semperi är en tvåvingeart som beskrevs av Osten Sacken 1882. Milesia semperi ingår i släktet Milesia och familjen blomflugor. Inga underarter finns listade i Catalogue of Life.